# إريك إتش كلاين
اريك إتش كلاين (بالإنجليزية: Eric H. Cline) هو كاتب غير روائي وعالم إنسان وأستاذ جامعي ومؤرخ أمريكي، ولد في 1 سبتمبر 1960.

## وصلات خارجية
- إريك إتش كلاين على موقع IMDb (الإنجليزية)